# Atentado de Kabul de abril de 2022
El atentado de Kabul de abril de 2022 ocurrió en la mañana del 19 de abril de 2022, cuando tres explosiones sacudieron una escuela secundaria en el barrio chií hazara en Kabul, Afganistán, matando al menos a seis personas e hiriendo a decenas de otros estudiantes. Muchos de los heridos eran adolescentes.

## Antecedentes
Desde la toma del país por los talibanes islamistas de Deobandi en agosto de 2021, el grupo rival Estado Islámico del Gran Jorasán ha atacado con frecuencia a minorías en Afganistán, incluido un bombardeo escolar anterior en Kabul. La mayoría de las víctimas eran de etnia hazara, que han sido un objetivo de ISIL en Afganistán desde que los talibanes tomaron el poder, y antes. El regreso de los talibanes también ha sido visto como una amenaza por esta minoría chiita, que ha visto a muchos huir del país a otras naciones como el vecino Pakistán y hasta Canadá.

## Atentado
Alrededor de las 10 a. m. (UTC+04:30), se produjo una explosión en la entrada de la Escuela Abdul Rahim Shahid, una de las escuelas más grandes de la ciudad, con la asistencia de 16 000 niños, mientras los estudiantes de 11.º y 12.º grado salían de sus clases. Diez minutos después, otra explosión sacudió un callejón cerca de un campus educativo.
Las autoridades médicas respondieron a la escena rápidamente y los estudiantes heridos fueron transportados para recibir atención médica. Un centro de enfermería escolar reportó cuatro personas muertas y 14 heridas. Estas cifras se incrementaron más tarde a al menos seis muertos y once heridos. Reporteros y periodistas se quejaron de que las autoridades talibanes les impedían llegar a las víctimas heridas que eran trasladadas a hospitales de la zona.

## Reacciones
Khalid Zadran, el portavoz del comandante de Kabul reconoció «bajas chiítas» y los talibanes aseguraron el área.
Save the Children condenó el ataque, diciendo que estaba «profundamente entristecido por los informes de que los niños han resultado heridos y posiblemente asesinados».